# أنونيموس السودان

### الأشخاص الرئيسيين
[ يحرر ]
أحمد وعلاء صلاح يوسف عمرو mk-Alfartusiو متهمان بإدارة منظمة Anonymous Sudan.  في 16 أكتوبر 2024، وجهت هيئة محلفين كبرى فيدرالية الاتهام إلى الأخوين في كاليفورنيا لدورهما المزعوم في تشغيل المنظمة الإجرامية الإلكترونية.  وتشمل التهم التآمر لإتلاف أجهزة الكمبيوتر المحمية، ويواجه أحمد تهمًا إضافية لإتلاف أجهزة الكمبيوتر.

## الأهداف والدوافع
[ يحرر ]
تزعم مجموعة Anonymous Sudan أنها تستهدف الدول والمنظمات التي تشارك في أنشطة مزعومة معادية للمسلمين .  وتزعم المجموعة أنها معادية للصهيونية ،  بالإضافة إلى كونها مؤيدة للإسلام؛  ومع ذلك، فقد تعاونوا أيضًا مع مجموعات هجومية موالية لروسيا مثل Killnet ،  ويبدو أن هجماتهم تتوافق مع أجندة موالية لروسيا.  وردًا على قواعد الاشتباك التي وضعتها اللجنة الدولية للصليب الأحمر للمتسللين المدنيين ، قال ممثل مجموعة Anonymous Sudan إن هذه القواعد "غير قابلة للتطبيق وأن كسرها من أجل قضية المجموعة أمر لا مفر منه". 

### رابط محتمل مع SN_BLACKMETA
[ يحرر ]
وفقًا لشركة الأمن السيبراني Radware ، فإن مجموعة القراصنة SN_BLACKMETA، التي أعلنت مسؤوليتها عن هجومين على أرشيف الإنترنت في عام 2024  وتدّعي دوافعها المؤيدة للفلسطينيين، قد تكون مرتبطة بمجموعة Anonymous Sudan نظرًا لتشابه عملياتها واختياراتها للأهداف وخطابها. واقترح باحثو Radware أن الأحرف "SN" قد ترمز إلى "Sudan".  ووفقًا لمصدر ألماني، فإن SN_BLACKMETA هي مجموعة قراصنة روسية من المنطقة المحيطة بمدينة فيليكي نوفغورود الروسية ، جنوب شرق سانت بطرسبرغ ، وتدّعي عدم وجود أي رعاية حكومية لها. 

## الهجمات
أنونيموس السودان هي مجموعة قراصنة نشطة منذ منتصف يناير 2023. يُشتبه أنها تأسست في روسيا.   شنت هجمات متنوعة لحجب الخدمة (DDoS).
في 16 أكتوبر 2024، اتهمت السلطات الأمريكية شقيقين سودانيين وهما أحمد عمر وعلاء عمر بتأسيس وإدارة المجموعة، وشن هجمات على استهدفت نظام الدفاع الجوي الإسرائيلي المُسمى بالقبة الحديدية في 7 أكتوبر 2023 عند انطلاق عملية طوفان الأقصى.    لا يُعرف إذا ما كان هناك ارتباط للمجموعة بمجموعة القراصنة Anonymous . 